# 抗原提示細胞

抗原提示細胞（こうげんていじさいぼう、antigen presenting cell; APC）は、血球のひとつで、体内に侵入してきた細菌や、ウイルス感染細胞などの断片を抗原として自己の細胞表面上に提示し、T細胞を活性化する細胞。抗原提示細胞は細胞表面上に主要組織適合抗原分子（MHC分子）を持ち、これに抗原を載せて提示を行う。T細胞はMHC分子上に提示された抗原を認識して活性化し、引き続いて免疫反応をおこす。主に皮膚、脾臓、リンパ節、胸腺に存在する。
体内のほとんど全ての有核細胞はMHCクラスI分子を持っているので、自己の細胞内の抗原をMHCクラスI分子を介してCD8陽性T細胞（細胞障害性T細胞）に抗原提示を行いうるが、抗原提示細胞はMHCクラスI以外にMHCクラスII分子を持っており、これを介して外来抗原をCD4陽性T細胞（ヘルパーT細胞）に提示することができる。広義の抗原提示細胞は前者を含むこともあるが、通常は後者、つまりMHCクラスII分子およびT細胞活性化に必要な分子を持ち、CD4陽性T細胞に抗原を提示し活性化することのできる細胞を指す。後者の中でも特に抗原提示に特化した細胞は、「プロフェッショナルな」抗原提示細胞と呼ばれることもある。

## 種類
プロフェッショナルな抗原提示細胞には以下の3種類の細胞が含まれる。
- 樹状細胞
- 単球・マクロファージ
- B細胞

このうち樹状細胞だけがナイーブT細胞をエフェクターT細胞に活性化でき、最も強力な抗原提示能力を持つ。これら3種類の細胞はMHCクラスII分子を持ち、これに抗原を結合させてCD4陽性リンパ球（ヘルパーT細胞）に提示し、活性化させるという点が共通する。その他、潜在的抗原提示細胞として、以下のものがある。
- 好中球 [2]
- 線維芽細胞
- 血管内皮細胞
- 甲状腺濾胞細胞

これらの細胞は普段は抗原提示細胞として働いていないが、インターフェロン等のサイトカインにより活性化され、MHCクラスII分子が誘導された場合に抗原提示細胞として働く。甲状腺濾胞細胞は自己免疫性甲状腺炎（橋本病）の時に抗原提示細胞として機能する。

## 機能
抗原提示細胞は、
1. タンパク抗原の取り込み（内在化 internalization またはエンドサイトーシス）
2. 取り込んだタンパク抗原を分解・断片化してペプチドにする（プロセシングまたは抗原処理 processing ）
3. 抗原処理したペプチド断片をMHCクラスII分子と結合させ、自分の細胞表面に発現させる
4. CD4陽性T細胞（ヘルパーT細胞）に抗原を認識させ、T細胞を活性化させる、

という4つの過程の働きをする。

### タンパク抗原の取り込み
抗原提示細胞のタンパク抗原の取り込み方には大きく分けて以下の2通りがある。
- 飲作用（ピノサイトーシス pinocytosis ）
- 食作用（ファゴサイトーシス phagocytosis )

飲作用は細胞外液に溶けた抗原を細胞外液と一緒に細胞内に取り込む方法で、食作用は細菌や高分子化合物などの大きな抗原を貪食して細胞内に取り込む方法である。単球・マクロファージは食作用で粒子状の大きな抗原を取り込み、樹状細胞は飲作用で可溶性の抗原を取り込み、またB細胞はB細胞表面上の免疫グロブリン (BCR) に結合した抗原を、BCRを通じて飲作用で取り込む。
詳しくはエンドサイトーシスを参照のこと。